# 교감신경계

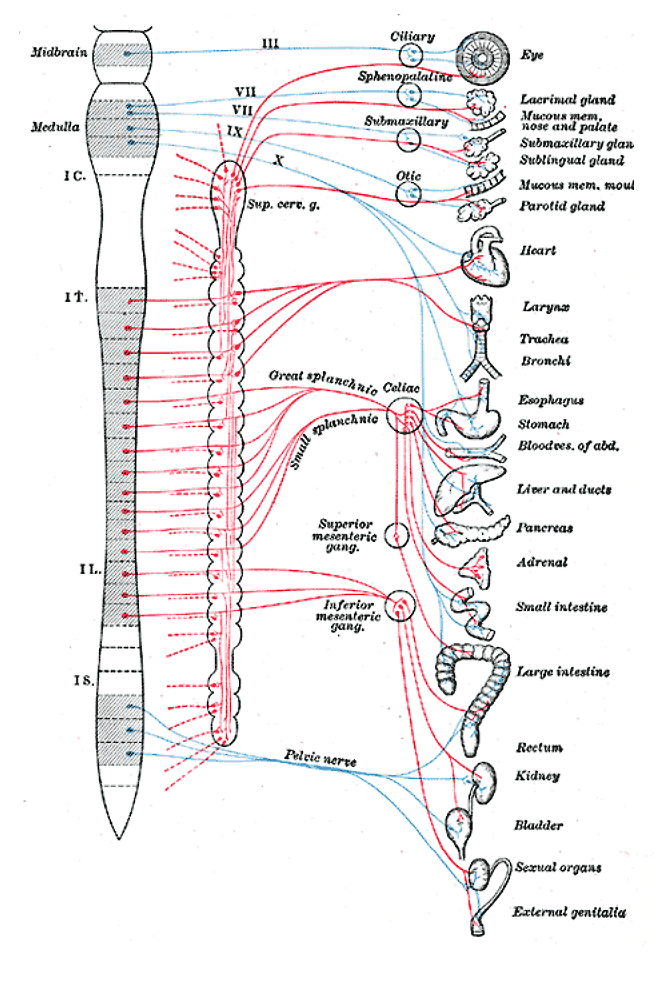
자율신경계 모식도. 붉은 선이 교감신경계, 푸른 선이 부교감신경계를 나타낸다.

교감신경계(영어: sympathetic nerve system, SNS)는 교감신경이라고도 불리며 부교감신경계와 함께 자율신경계를 이루는 원심성 말초신경이다. 교감신경은 부교감신경과는 길항작용의 관계에 있어 교감신경이 흥분하면 맥박 증가, 혈압 상승, 소화 억제 등 몸이 위험한 상황에 대처할 수 있는 긴장된 상태가 되는데 이러한 반응을 투쟁-도피 반응(fight-or-flight response)라 한다. 
중추는 척수의 흉요부측각에 있으며 혈관이나 내장에 들어간다. 이때 척수에서 기관까지는 두 개의 뉴런으로 연결되는데 척수에 가까운 뉴런을 절전 뉴런, 기관에 가까운 뉴런을 절후 뉴런이라 부른다. 일반적으로 교감신경은 절전 뉴런이 절후 뉴런보다 상대적으로 짧으며, 절후 뉴런의 세포체는 상위 경부 신경절(superior cervical ganglion)에 뭉쳐있다. 절전 뉴런은 주로 아세틸콜린을, 절후뉴런의 경우 주로 아드레날린을 신경전달물질로 이용한다. 부교감 신경의 경우는 절전 뉴런의 길이가 길고, 절후뉴런의 세포체는 해당 기관 내부 혹은 근처에 위치한다.

## 투쟁-도피 반응
흉수 위에서 나오는 경부 교감신경은 경부와 뇌의 혈관에 분포하며 안구 돌출, 타액 분비를 일으킨다. 또한 제 1~4 흉수에서 나오는 교감신경은 심장에 분포하여 맥박 증가, 혈압 상승, 관상동맥 확장 등을 일으키며 제 5 흉수와 제 1 요수로부터 나오는 내장 교감신경은 흉부 내장의 혈관을 수축시켜 위장에서의 소화운동과 소화 효소분비를 억제한다. 제 1~4요수에서 나오는 교감신경은 결장, 방광의 민무늬근 이완, 괄약근 수축, 혈관 수축 등을 일으킨다. 제 3흉수와 제 4요수로부터 나오는 것은 피부 혈관의 수축, 입모근의 수축, 땀 분비 촉진 등을 일으키며 갑상선, 부신수질, 이자 등의 분비에 관여한다.

## 비교
| 효과기관 | 교감신경                   | 부교감신경                 | 아드레날린성 수용체 |
| 동공     | 확대                       | 축소                       | α                   |
| 침샘     | 점액, 효소분비             | 물 분비                    | α,β₂                |
| 심장     | 수축력, 맥박 증가          | 맥박 감소                  | β₁                  |
| 세동맥   | 수축 혹은 확장             |                            | α,β₂                |
| 폐       | 세기관지 확장              | 세기관지 수축              | β₂                  |
| 소화관   | 운동성, 소화효소 분비 감소 | 운동성, 소화효소 분비 증가 | α,β₂                |
| 췌장     | 소화효소, 인슐린 분비 억제 | 소화효소, 인슐린 분비 촉진 | α                   |
| 부신속질 | 카테콜아민 분비            |                            |                     |
| 콩팥     | 레닌 분비 증가             |                            | β₁                  |
| 방광     | 오줌 방출 억제             | 오줌 방출 촉진             | α,β₂                |
| 지방조직 | 지방 분해                  |                            | β                   |
| 땀샘     | 땀 분비 촉진               |                            | α                   |
| 생식기   | 사정 촉진                  | 발기 촉진                  | α                   |
| 자궁     | 주기에 의존                | 주기에 의존                | α,β₂                |
| 림프조직 | 일반적으로 억제성          |                            | α,β₂                |

## 같이 보기
- 교감신경흥분제
- 교감신경줄기(sympathetic trunk)